# Pojęcie graniczne
Pojęcie graniczne albo termin graniczny (nazwa zdefiniowana przez Petera Ungera) - jest to pojęcie określające rzecz, której nie ma. Mimo to, takie pojęcia są użyteczne w naszej praktyce językowej dla ułatwienia komunikowania się.
Gdy ktoś mówi „Ten stół jest płaski”. wcale nie mówi prawdy, bo w rzeczywistości stół na pewno nie jest całkowicie, idealnie płaski (coś jest płaskie wtedy i tylko wtedy, gdy nieprawdą jest, że mogłoby istnieć coś innego, bardziej płaskiego). Dlatego „płaskość” jest pojęciem granicznym. Według Ungera pojęciem granicznym jest też pewność (por. sceptycyzm). 